# Hugo Vickers
Hugo Ralph Vickers, más conocido como Hugo Vickers, (n. 12 de noviembre de 1951) es un escritor, locutor y conferencista radicado en Gran Bretaña. Se especializa en biografías y es experto en la familia real británica. Su libro The Kiss ganó el premio Stern Silver Pen de 1996. Como locutor aparece con frecuencia en Larry King Live de la CNN y en diferentes programas de Canadá, Australia y Nueva Zelanda; su presencia es muy solicitada por las diferentes emisoras siempre que hay un acontecimiento relacionado con la realeza como la boda del príncipe Carlos con Diana Spencer en 1981, la boda del príncipe Eduardo con Sophie Rhys-Jones en 1999, el centenario de la reina madre Isabel en 2000, así como los funerales de la princesa Diana en 1997 y de la reina madre en 2002.
Se ha desempeñado como albacea literario de sir Charles Johnston y de sir Cecil Beaton; miembro del comité organizador de los festejos por el jubileo de plata de la reina Isabel II; presidente del fondo para el Jubilee Walkway, para festejar el jubileo de oro de Isabel II; y consejero histórico para la película El discurso del rey, ente otras cosas.

## Obra
- We Want The Queen (1977)
- Gladys, Duchess of Marlborough (1979)
- Debrett’s Book of the Royal Wedding (1981)
- Cocktails & Laughter (1983)
- Cecil Beaton (1985)
- Vivien Leigh (1988)
- Royal Orders (1994)
- Loving Garbo (1994)
- The Private World of the Duke & Duchess of Windsor (1995)
- The Kiss (1996)
- Alice, Princess Andrew of Greece (2000)
- The Unexpurgated Beaton (2002)
- Beaton in the Sixties (2003)
- Alexis – The Memoirs of the Baron de Redé (2005)
- Elizabeth, The Queen Mother (2005)
- Horses and Husbands (2007)
- St George’s Chapel (2008)
- Behind Closed Doors (2011)